# Articulation du coude
 (novembre 2022).
Si vous disposez d'ouvrages ou d'articles de référence ou si vous connaissez des sites web de qualité traitant du thème abordé ici, merci de compléter l'article en donnant les références utiles à sa vérifiabilité et en les liant à la section « Notes et références ».
Pour les articles homonymes, voir Coude (homonymie).
L'articulation du coude (ou articulation olécranienne) est la partie du membre supérieur située entre le bras et l'avant-bras. Cette articulation comprend en avant la région du « pli du coude » (ou fosse cubitale). C'est un complexe articulaire synovial du membre supérieur humain reliant le bras à l'avant-bras. Il unit ainsi trois os entre eux : le radius, l'ulna (cubitus) et l'humérus.
Elle est la réunion de trois articulations : huméro-ulnaire, huméro-radiale et radio-ulnaire proximale (supérieure). Lorsque l'avant-bras est tendu (extension complète), le bras et l'avant-bras ne sont pas alignés dans le plan frontal. Les deux parties forment un angle ouvert en dehors, d'environ 170° chez l'homme, 160° chez la femme ; c'est ce qui est appelé le valgus physiologique (on retrouve la même chose pour le genou).

## Structures et surfaces articulaires
| Articulation                         | Os en regard | Os en regard | Surfaces articulaires                                                                                       | Type d'articulation               |
| ------------------------------------ | ------------ | ------------ | --- | --------------------------------- |
| Articulation huméro-ulnaire          | Humérus      | Ulna         | Trochlée humérale / incisure trochléaire de l'ulna                                                          | Jointure synoviale / Trochléenne  |
| Articulation huméro-radiale          | Humérus      | Radius       | Capitulum de l'humérus / facette articulaire de la tête du radius                                           | Jointure synoviale / Bicondylaire |
| Articulation radio-ulnaire proximale | Radius       | Ulna         | Circonférence articulaire de la tête du radius et ligament annulaire du radius / incisure radiale de l'ulna | Jointure synoviale / Trochoïde    |

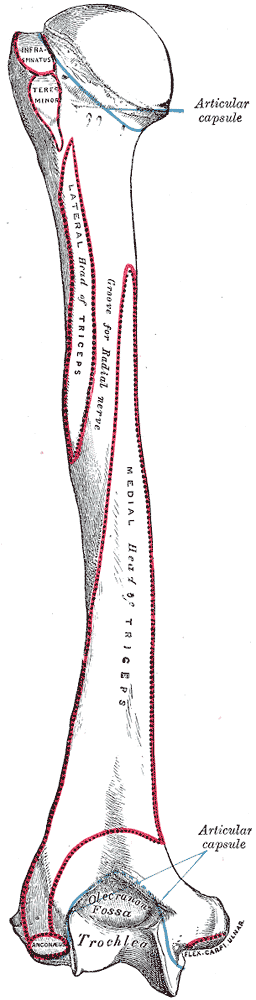
Humérus gauche en vue postérieure.
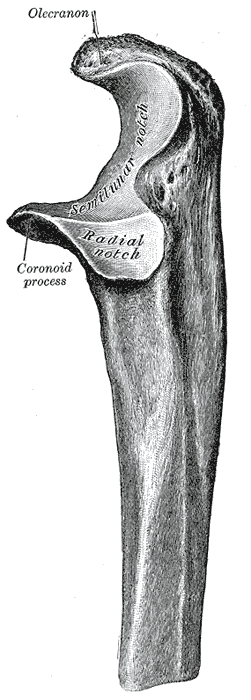
Épiphyse proximale (supérieure) de l'ulna gauche en vue latérale.

## Anatomie fonctionnelle
Le coude permet la flexion/extension de l'avant-bras sur le bras ainsi que la pronosupination de l'avant-bras. En position anatomique de référence (bras aligné le long du corps, paume de la main vers l'avant), le coude est en extension complète (180°, le bec de l'olécrâne vient buter dans la fosse olécrânienne) et la main en supination.
En flexion, le coude peut quasiment fermer l'angle formé entre le bras et l'avant-bras, mais ceci est impossible en raison de l'encombrement musculaire dans la partie antérieure du bras. Il reste alors un angle d'environ 10°-15°. Fléchi à 90°, le coude (en association avec le poignet) peut opérer une pronation d'environ 80°. On peut aller beaucoup plus loin en la combinant avec une rotation médiale de l'articulation gléno-humérale.

## Muscles mis en jeu

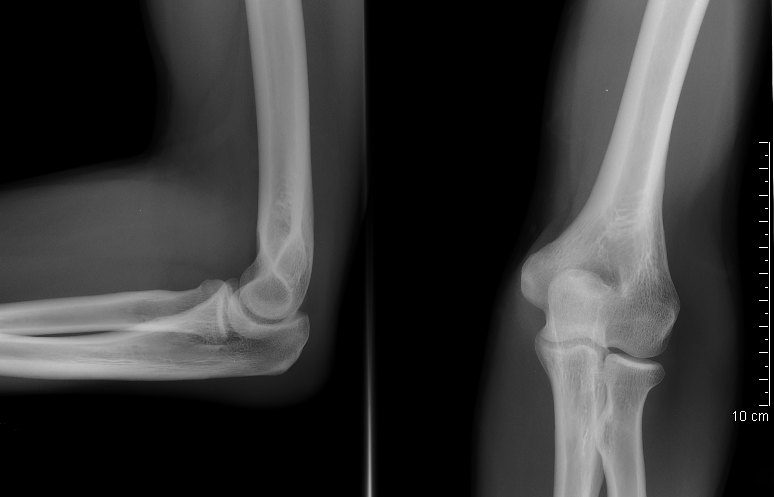
Radiographie normale.

Les muscles mis en jeu pour le mouvement le plus simple du coude, c’est-à-dire la flexion/extension, sont peu nombreux et sont essentiellement localisés dans le bras. Pour la flexion on a surtout les muscles brachial (ex-brachial antérieur) et biceps brachial, et accessoirement certains muscles situés dans l'avant-bras : brachioradial, rond pronateur et fléchisseur radial du carpe. Pour l'extension on a le muscle triceps brachial et le muscle anconé.
Si l'on veut exploiter le coude dans toutes ses possibilités, et utiliser alors la pronosupination, les muscles mis en jeu sont plus nombreux. Ne sont mis ici que les muscles se rapportant au coude (donc mobilisant l'articulation radio-ulnaire proximale), car la pronosupination complète mobilise également le poignet et l'épaule avec des mouvements d'abduction/adduction et de rotation.
- Pour la pronation on a le muscle rond pronateur et le muscle carré pronateur
- Pour la supination on a le muscle supinateur (ex court supinateur) et le muscle biceps brachial (son insertion distale étant sur le radius au niveau de la tubérosité radiale, ex-tubérosité bicipitale, dans son versant postérieur, le raccourcissement du muscle induit mécaniquement une flexion de coude et une supination).

## Moyens d'union
Outre les muscles qui maintiennent l'humérus dans l'incisure trochléaire, il existe des moyens de fixation pour éviter les mouvements latéraux du coude.
- La congruence osseuse entre les surfaces articulaires de l'humérus, du radius et de l'ulna
- La capsule articulaire (doublée d'une membrane synoviale), lâche frontalement pour permettre les mouvements de flexion/extension
- Le ligament collatéral radial (ex-ligament latéral externe ou LLE), divisé en 3 faisceaux: postérieur (se terminant a la face médiale de l'olécrane), moyen (se terminant à la partie médiale du processus coronoïde) et antérieur (se terminant à la partie latérale du processus coronoïde), n'ayant AUCUNE insertion sur le radius.
- Le ligament collatéral ulnaire (ex-ligament latéral interne ou LLI), divisé en 3 faisceaux (antérieur, moyen, postérieur)
- Le ligament annulaire (stabilisant l'articulation radio-ulnaire proximale)
- Le ligament carré (ex-ligament carré de Dénucé) (stabilisant aussi l'articulation radio-ulnaire proximale)
- La corde oblique tendu de l'extrémité proximale de l'ulna au radius
- Le ligament arciforme tendu de l'olécrane au processus coronoïde

Quelle que soit la position de l'avant-bras, il y a toujours au moins un des faisceaux du L
CR et du LCU tendu de chaque côté, ce qui explique l'extrême stabilité face au varus et valgus de coude.

## Pathologies

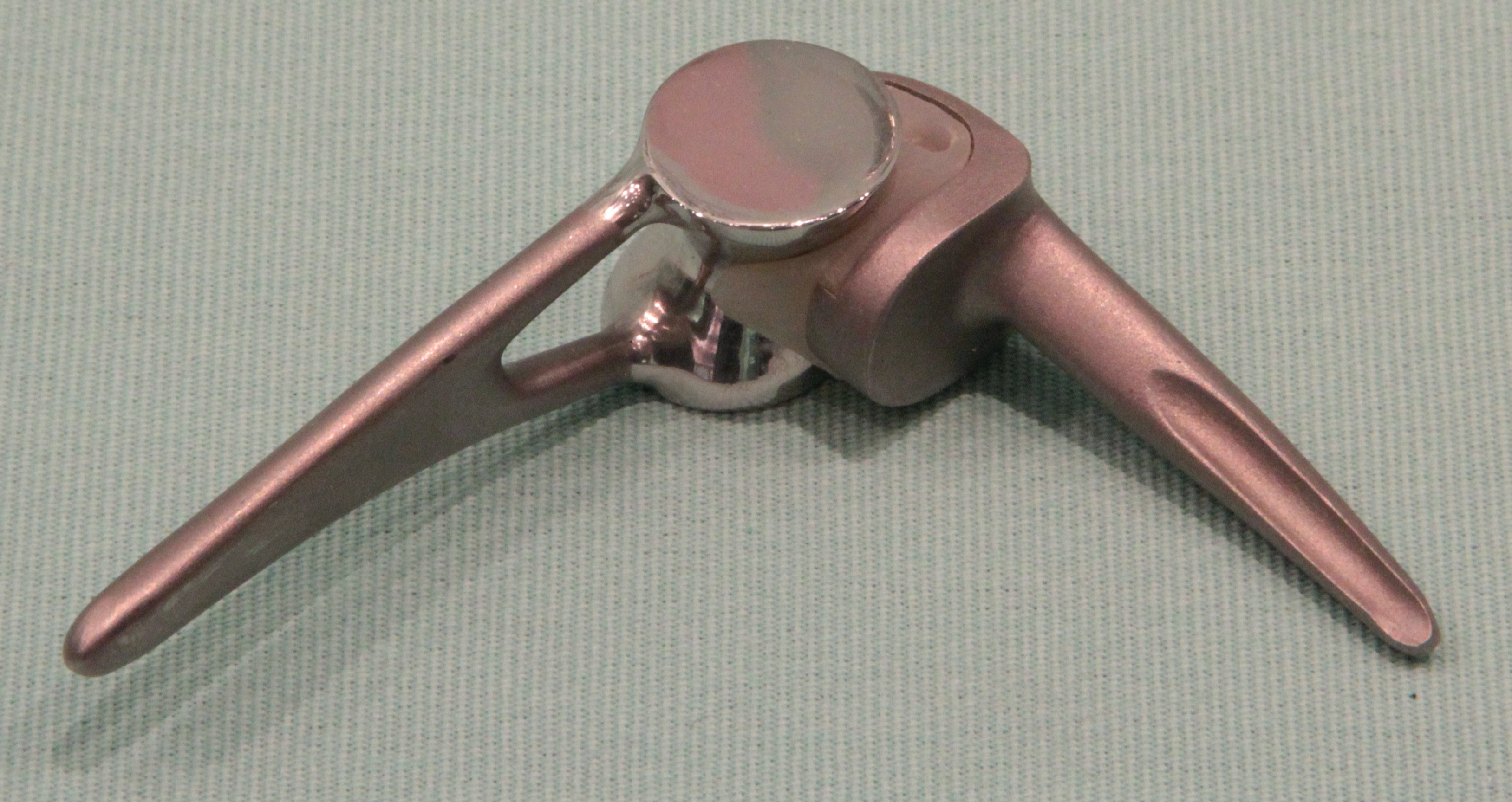
Prothèse de coude Guepar (1996).

Les pathologies les plus fréquentes avec le coude sont liées aux problèmes de cartilage (type arthrose) et apparaissent souvent avec la vieillesse. Les traumatismes les plus fréquents, quant à eux, sont les fractures de l'olécrâne. Celui-ci est alors déplacé proximalement par la tension du tendon du muscle triceps brachial.
Dans certains cas très graves, on peut être amené à remplacer complètement tout le complexe articulaire par des prothèses de coude. Il existe aussi des fractures de la palette humérale (extrémité distale de l'humérus) pouvant donner suite à la nécessité d'implants anatomiques.
Voir aussi:
- Luxation du coude
- Rupture des LLE (ou ligaments latéraux externe) ou encore (ligament collatéral latéral)
- Hygroma (qui peut aussi être l'une des conséquences d'une maladie de Lyme)
- Tendinite
- Arthrite
- Maladie de Lyme

### Galerie

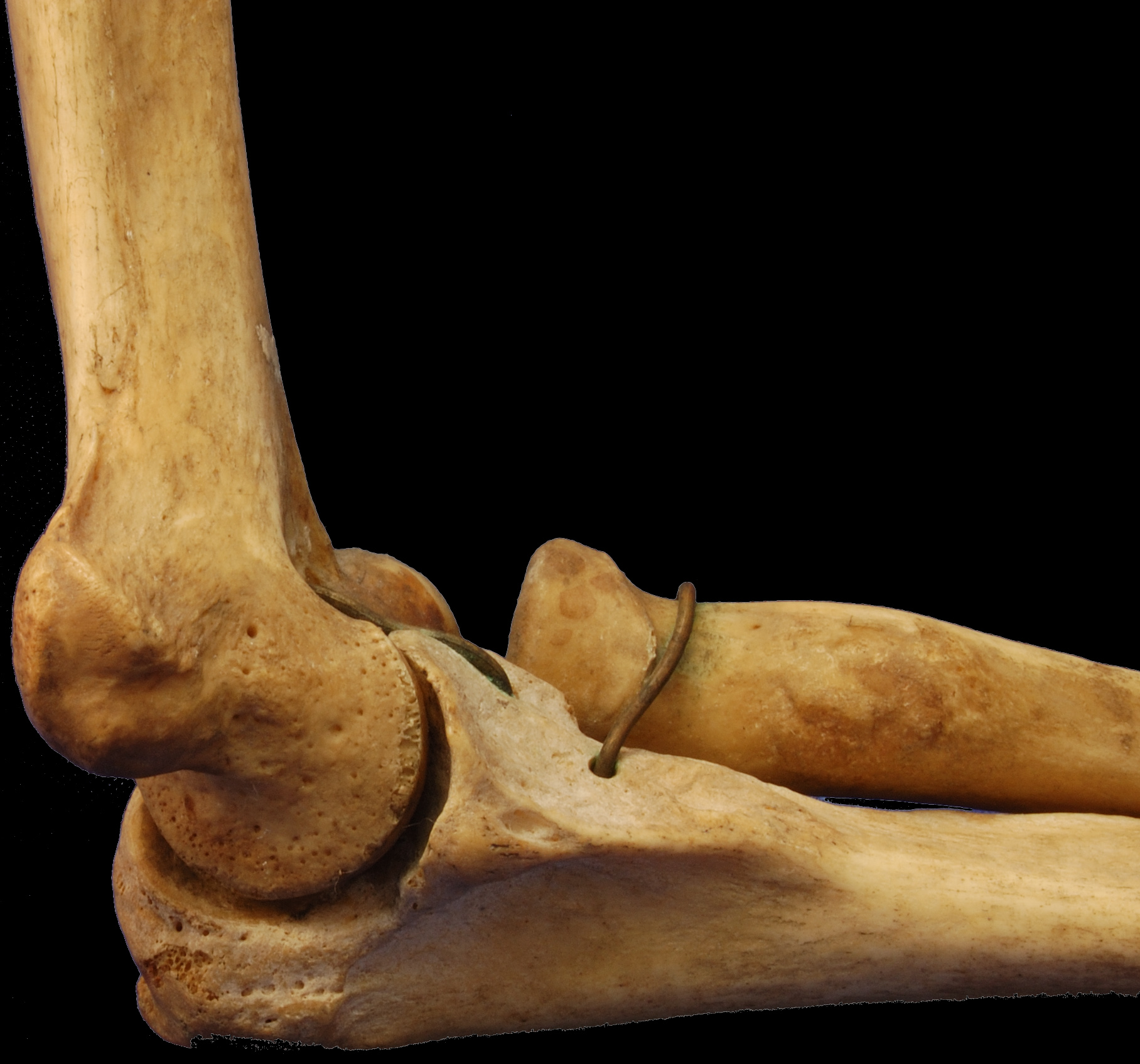
Position des os de l'articulation entre humérus et radius
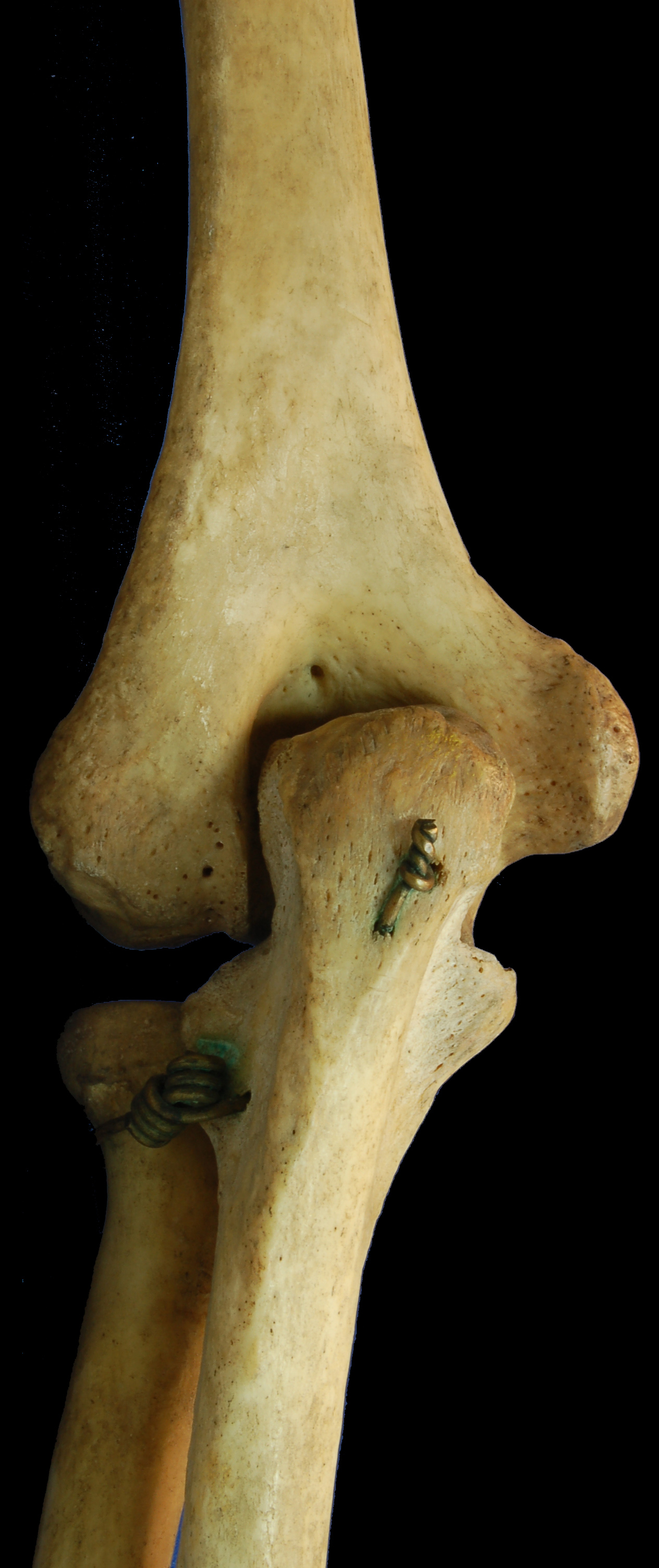
Position des os de l'articulation ouverte (extension, coude gauche)
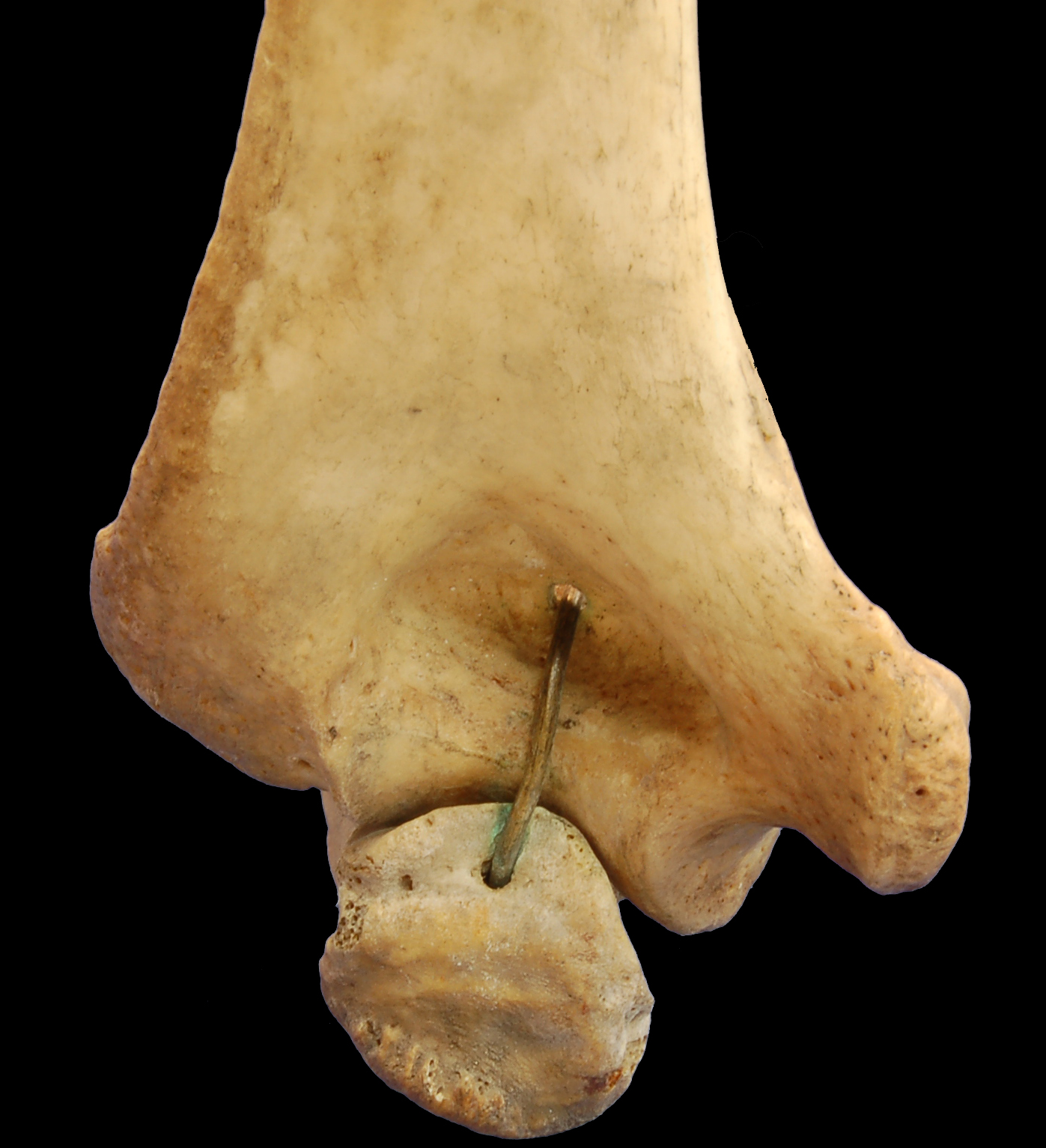
Position des os de l'articulation fermée (supination, coude gauche)
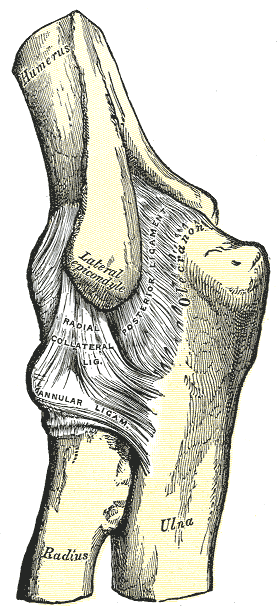
Ligaments du coude gauche
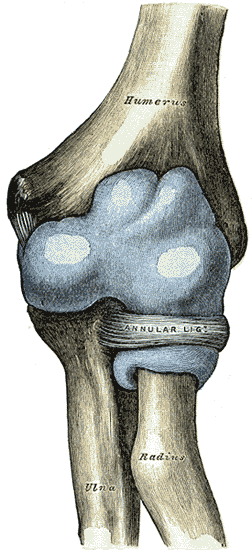
Capsule du coude. vue antérieure.
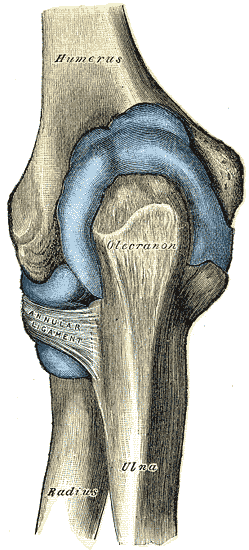
Capsule du coude. vue postérieure.
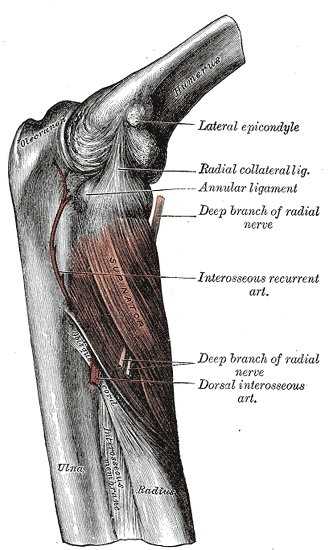
Le Supinateur. vue postérieure.
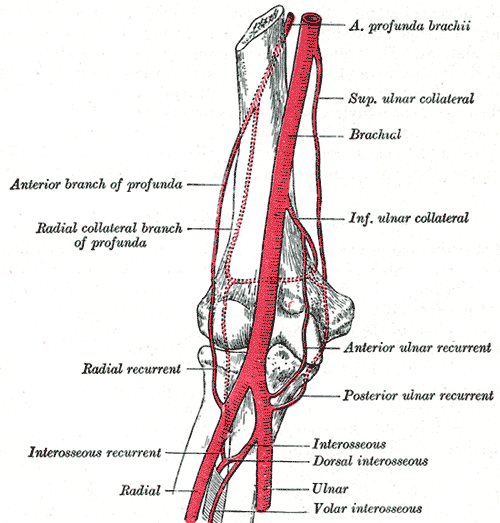
Anastomose des vaisseaux sanguins du coude.
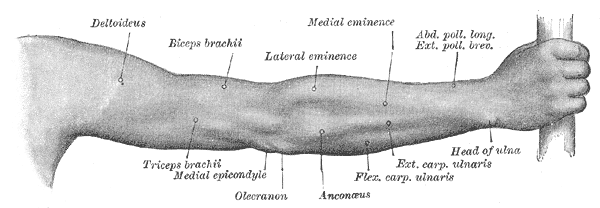
bas de l'extrémité droite.
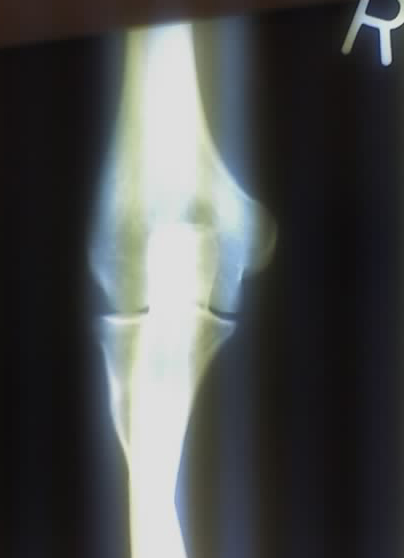
radiographie (coude droit)
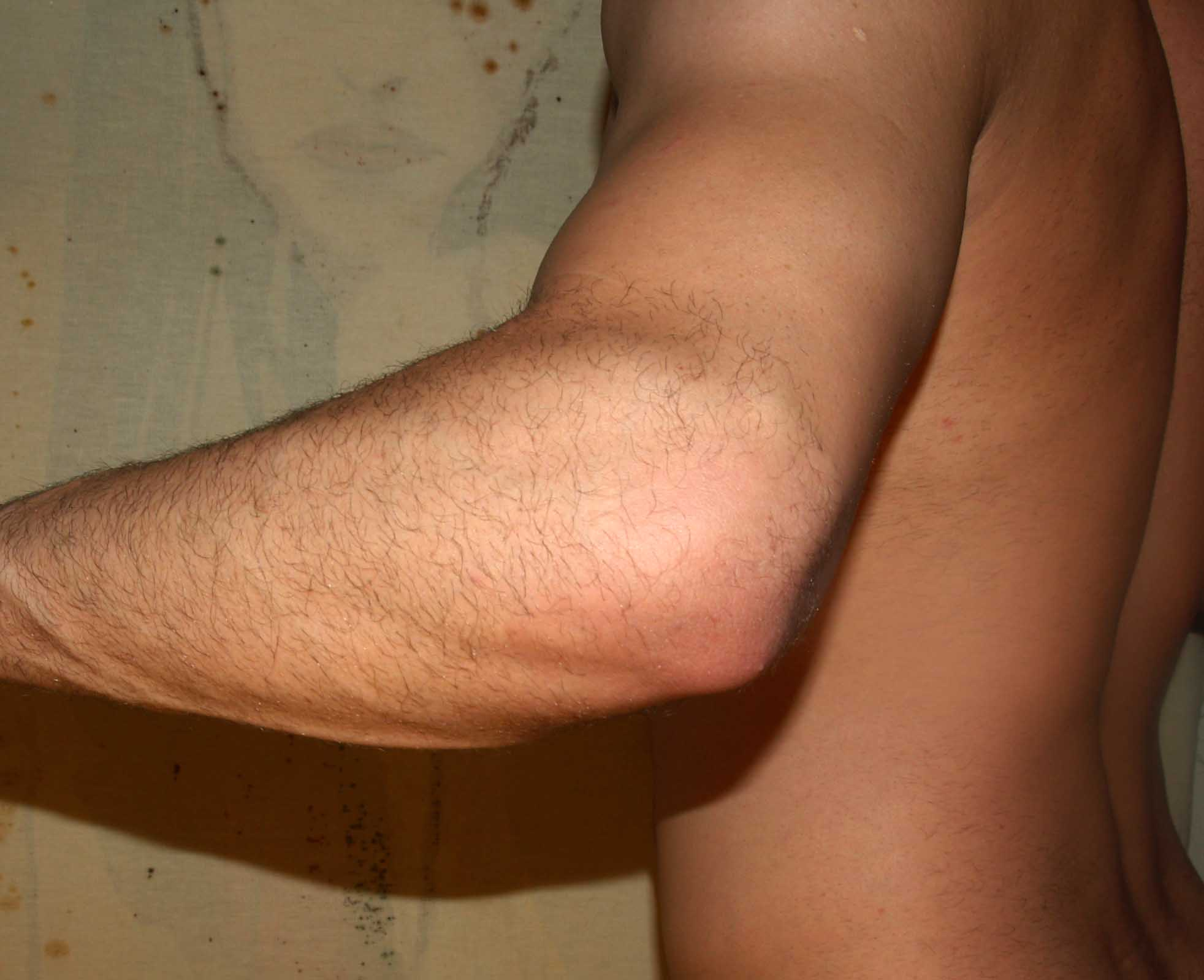
Coude gauche
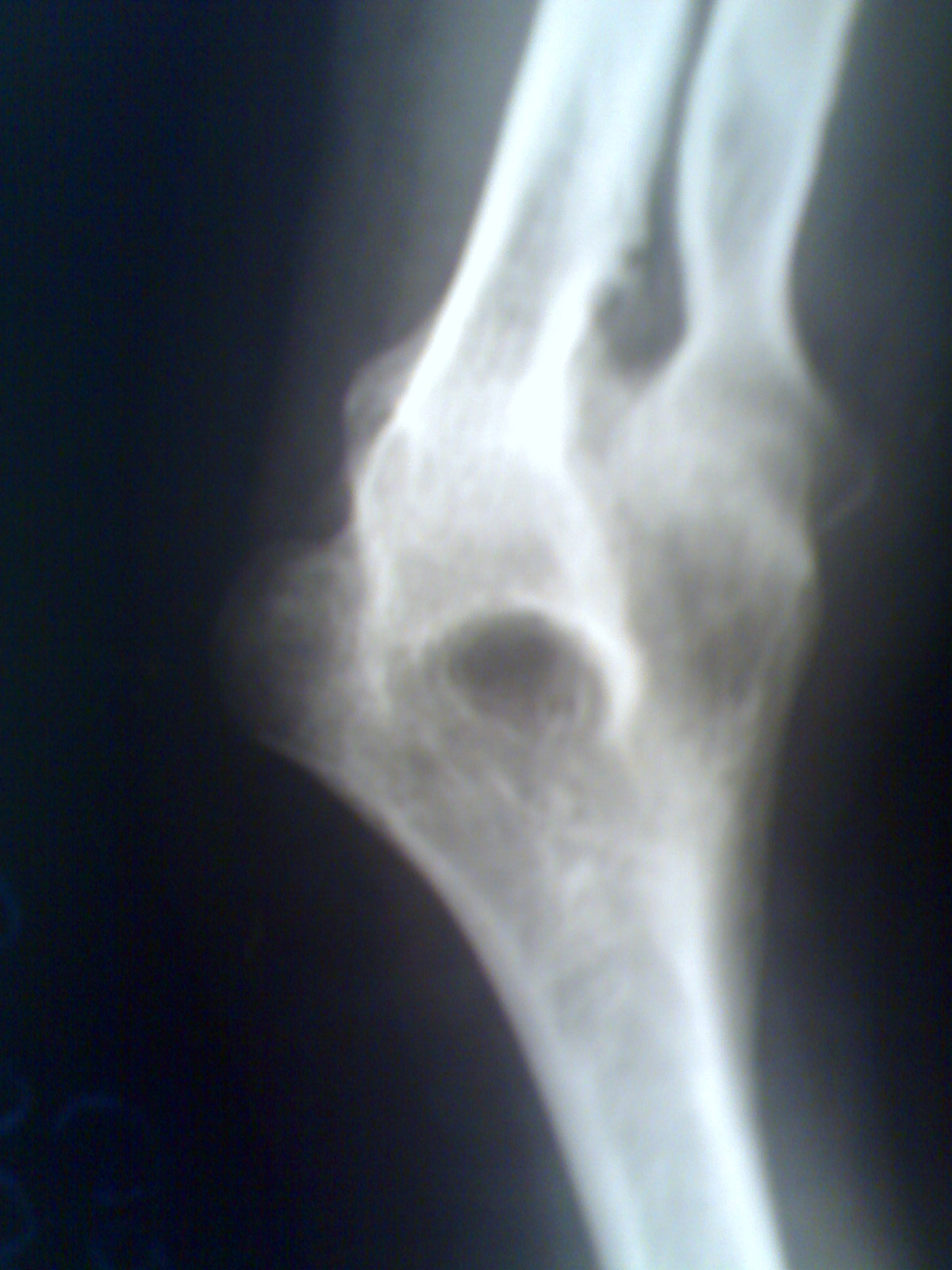
Fusion pathologique des 3 os du coude.